# Szczypiornia
Szczypiornia (prononciation : [ʂt͡ʂɨˈpjɔrɲa]) est un village polonais de la gmina de Lutocin dans le powiat de Żuromin de la voïvodie de Mazovie dans le centre-est de la Pologne.
Il se situe à environ 13 kilomètres à l'ouest de Żuromin (siège du powiat) et à 128 kilomètres au nord-ouest de Varsovie (capitale de la Pologne).
Le village compte une population d'environ 30 habitants.

## Histoire
De 1975 à 1998, le village appartenait administrativement à la voïvodie de Ciechanów.